# 捷捷夫奇齊
50°19′48″N 24°40′57″E / 50.33000°N 24.68250°E
捷捷夫奇齊（烏克蘭語：Тетевчиці），是烏克蘭西部的村莊，隸屬利維夫州的舍普季茨基區。該村面積1.97平方公里，海拔高度210米，人口990，人口密度每平方公里563.07人。